# Money (That's What I Want)
Money (That's What I Want) is een Amerikaans popnummer uit 1960, geschreven door Berry Gordy, Janie Bradford en Barrett Strong. Of die laatste echt heeft meegeschreven aan het lied is onduidelijk. Op opnamen van het lied wordt hij soms wel en soms niet als coauteur vermeld. In elk geval was hij de eerste die het nummer op de plaat zette, voor het label Tamla, het latere Motown. Het was de eerste Motown-hit, met een 23e plaats in de Billboard Hot 100 en een 2e plaats in de Hot R&B Sides, toen de naam voor de Hot R&B/Hip-Hop Songs, de hitparade voor rhythm-and-blues-nummers en verwante muziek.
Het nummer is daarna vele malen gecoverd, onder andere door The Beatles, The Rolling Stones, The Doors, The Kingsmen en The Flying Lizards. Het tijdschrift Rolling Stone zette het nummer op 288 in zijn lijst The 500 Greatest Songs of All Time.
De ik-figuur in het liedje is best tevreden met zijn relatie, maar wat hij het hardste nodig heeft is geld, want met liefde kan hij zijn rekeningen niet betalen.

## Covers
Naast de versies van The Beatles en The Flying Lizards, die hieronder apart besproken worden, zijn er nog meer bekende versies:
- Charli XCX nam het nummer op voor de deluxe-editie van haar album Sucker van 2014.
- The Doors hadden het nummer op hun repertoire. Een live-uitvoering staat op de boxset Live in New York uit 2009, die opnamen uit 1970 bevat.
- The Everly Brothers zetten het nummer op hun album Beat & Soul uit 1965.
- Freddie & the Dreamers namen het nummer op voor hun debuutalbum Freddie and the Dreamers uit 1963.
- Waylon Jennings nam het nummer op voor zijn debuutalbum Waylon at JD's van 1964.
- The Kingsmen brachten het nummer in 1964 op single uit. Daarmee haalden ze de 16e plaats in de Billboard Hot 100.[2]
- Led Zeppelin voerde het nummer op 30 juni 1980 uit tijdens een optreden in Frankfurt, in het kader van hun Europese concerttournee Tour Over Europe 1980.
- John Lennon nam samen met the Plastic Ono Band een liveversie op voor het album Live Peace in Toronto 1969.
- Jerry Lee Lewis bracht het nummer in 1961 uit als single,[3] maar had daar geen succes mee. Een live-opname van het nummer, waarbij The Nashville Teens als begeleidingsgroep optreden, staat op het album Live at the Star Club, Hamburg uit 1964.
- The Rolling Stones namen het nummer op voor hun eerste ep The Rolling Stones van januari 1964. Het nummer staat ook op het album More Hot Rocks (Big Hits & Fazed Cookies) van 1972.
- The Searchers zetten het nummer op hun eerste album  Meet The Searchers uit 1963.
- The Sonics namen het nummer op voor hun debuutalbum Here Are The Sonics uit 1965.
- The Supremes zongen het nummer voor hun album The Supremes A' Go-Go uit 1966.

## Versie van The Beatles
The Beatles speelden Money (That's What I Want) bij hun mislukte auditie bij Decca op 1 januari 1962. De bezetting was:
- John Lennon, zang en slaggitaar
- Paul McCartney, achtergrondzang en basgitaar
- George Harrison, achtergrondzang en sologitaar
- Pete Best, drums

Deze opname verscheen pas in 2013 op een legaal album: I Saw Her Standing There (Rock Melon Music RMMCD101). Voor die tijd was ze alleen als bootleg te krijgen.
In 1963 nam de groep het nummer opnieuw op voor zijn tweede lp, With the Beatles, die uitkwam op 22 november 1963. Ditmaal was de bezetting:
- John Lennon, zang en slaggitaar
- Paul McCartney, achtergrondzang en basgitaar
- George Harrison, achtergrondzang en sologitaar
- Ringo Starr, drums
- George Martin, piano

In de Verenigde Staten verscheen Money (That's What I Want) op The Beatles' Second Album van 1964. In februari van dat jaar verscheen het nummer in het Verenigd Koninkrijk op een ep getiteld All My Loving, met All My Loving, Ask Me Why en P.S. I Love You. In Duitsland kwam het nummer uit als B-kant van een single, met It Won't Be Long als A-kant (Odeon O 22 638). Het platenmerk Odeon bracht de single ook in Nederland uit (Odeon O 29 499); daar was Money de kant waar de meeste vraag naar was. De plaat kwam tot de 29e plaats in de Nederlandse hitparade.
Op de verzamel-cd Anthology 1 uit 1995 staat een liveversie van het nummer, opgenomen op 24 oktober 1963 in Stockholm. Een andere liveversie (opgenomen 18 december 1963, uitgezonden 26 december 1963) staat op het dubbelalbum, On Air – Live at the BBC Volume 2 uit 2013.

## Versie van The Flying Lizards
In 1979 nam de Britse groep The Flying Lizards een new wave-versie van het nummer op, die uitkwam als single. Het nummer werd in vele landen een hit: 5 in het Verenigd Koninkrijk, 50 in de Billboard Hot 100, 33 in de Nederlandse Top 40, 37 in de Single Top 100, 22 in de (Vlaamse) Radio 2 Top 30.